# Nerčugan
Il Nerčugan (in russo Нерчуган?) è un fiume della Russia siberiana orientale, affluente di sinistra della Nerča (bacino idrografico dell'Amur). Scorre nei rajon Tungokočenskij, Mogočinskij e Černyševskij del Territorio della Transbajkalia.
Il fiume nasce sul versante sud-orientale della catena Muroj (Муройский хребет) e scorre inizialmente in direzione sud-occidentale, poi descrive un ampio cerchio verso nord e termina verso ovest sfociando nella Nerča a 305 km dalla foce. Il Nerčugan ha una lunghezza di 237 km, il bacino è di 4 490 km².